# Geir André Herrem
Geir André Herrem (* 28. Januar 1988 in Bryne) ist ein norwegischer ehemaliger Fußballspieler. Sein Vater Geir Herrem war in den 1970er und 1980er Jahren langjähriger Spieler des Bryne FK und wurde zudem in der U-16- und U-19-Auswahl Norwegens eingesetzt.

## Karriere
Der 1,87 m große Stürmer kam 2006 zum norwegischen Zweitligisten Bryne FK. Im Herbst 2007 wechselte Herrem auf Leihbasis zum Ålgård FK. 
Im Dezember 2009 absolvierte er ein Probetraining bei deutschen Drittligisten Rot-Weiß Erfurt, wurde vom Verein jedoch nicht verpflichtet. 
Zur Saison 2010 kehrte Herrem dann zum Bryne FK zurück. Er erzielte in 16 Saisonspielen zehn Tore, bereitete zwei vor und beendete die Saison mit Bryne auf Platz 9.
Nach der Saison 2010 wechselte er im Dezember in die 3. Liga nach Deutschland zum SV Babelsberg 03. Er erhielt einen Vertrag bis Saisonende. Im ersten Pflichtspiel nach der Winterpause wurde er von Trainer Dietmar Demuth gegen den SV Wehen Wiesbaden in der 87. Minute eingewechselt.
Im Sommer 2011 wechselte der Norweger zum Estnischen Rekordmeister Flora Tallinn. Mit dem Hauptstadtklub gewann Herrem am Saisonende die Estnische Meisterschaft. Im November desselben Jahres wurde bekannt, dass der Norweger ab der Saison 2012 wieder beim Bryne FK spielen wird, wo er seine Laufbahn begonnen hatte.